# Megachile architecta
Megachile architecta är en biart som beskrevs av Smith 1857. Megachile architecta ingår i släktet tapetserarbin, och familjen buksamlarbin. Inga underarter finns listade i Catalogue of Life.